# Ceratina cypriaca
Ceratina cypriaca là một loài Hymenoptera trong họ Apidae. Loài này được Mavromoustakis mô tả khoa học năm 1954.